# Ouanougha
Ouanougha (în arabă ونوغة) este o comună din provincia M'Sila, Algeria.
Populația comunei este de 14.397 de locuitori (2008).